# Aurélien Chaussade
Pour les articles homonymes, voir Chaussade.
Aurélien Chaussade est un acteur français.

## Biographie
Il a été formé au Studio-théâtre d'Asnières et à l'Académie de l'Union (Limoges). Il est nommé aux Molières 2019 dans la catégorie révélation masculine pour Qui a peur de Virginia Woolf ? d'Edward Albee, mis en scène par Panchika Velez.

## Théâtre
- 2002 : La Nuit des rois de William Shakespeare, mise en scène Claire Lapeyre Mazerat
- 2004 : La Cuisine d'Arnold Wesker, mise en scène Claudia Stavisky
- 2005 : Le Baiser sur l'asphalte de Nélson Rodrígues, mise en scène Thomas Quillardet
- 2005 : Divans (création collective), mise en scène Michel Didym
- 2006 : L'Homme aux valises d'Eugène Ionesco, mise en scène Pierre Pradinas et Gabor Rassov
- 2006 : Big Shoot de Koffi Kwahulé, mise en scène Énora Boëlle
- 2007 : La Jalousie du Barbouillé et Le Médecin volant de Molière, mise en scène Pierre Pradinas
- 2008 : Le Repas de Valère Novarina, mise en scène Thomas Quillardet
- 2009 : Le Malade imaginaire de Molière, mise en scène Violette Campo
- 2009 : Le Cabaret Desroutes (création collective), mise en scène Claire Lapeyre Mazerat
- 2010 : La Villégiature de Carlo Goldoni, mise en scène Thomas Quillardet et Jeanne Candel
- 2011 : Quartett d'Heiner Müller, mise en scène Claire Lapeyre Mazerat
- 2012 : Les Autonautes de la cosmoroute, de Julio Cortázar, mise en scène Thomas Quillardet
- 2013 : Des biens et des personnes, de Marc Dugowson mise en scène Pierre Pradinas
- 2014 : Propaganda de Sophie Plattner, mise en scène Claire Lapeyre Mazerat
- 2015 : Nus, féroces et anthropophages (création collective), mise en scène Thomas Quillardet, Pierre Pradinas et Marcio Abreu
- 2016 : Ah, le grand homme ! de Pierre et Simon Pradinas, mise en scène Panchika Velez
- 2017 : NRV (création collective)
- 2019 : Qui a peur de Virginia Woolf ? d'Edward Albee, mise en scène Panchika Velez
- 2019 : Nos héros de cendres (création collective), mise en scène Catherine Decastel
- 2020 : Le Moche de Marius von Mayenburg, mise en scène Pierre Pradinas
- 2022 : En attendant le Petit Poucet de Philippe Dorin, mise en scène collective
- 2022 : Éphémère de Panchika Velez, mise en scène de l'auteure
- 2023 : La couleur des souvenirs de Fabio Marra, mise en scène de l'auteur
- 2023 : Farces et nouvelles de Anton Tchekhov, mise en scène Pierre Pradinas

## Filmographie

### Cinéma
- 2000 : Salut cousin de Fabien Gaillard
- 2001 : Sa mère, la pute de Brigitte Roüan
- 2002 : Les Rois mages de Didier Bourdon
- 2002 : Honeymoon Hotel de Laetitia Caubel
- 2004 : RDA de Claire Lapeyre Mazerat
- 2007 : La Petite Caverne de Charles Redon
- 2013 : Spline d'Arthur Mercier
- 2014 : La Fille de Baltimore de Jennifer Lumbroso
- 2016 : Rébellion 417 de Maria Larrea
- 2018 : L'Amour flou de Romane Bohringer et Philippe Rebbot
- 2020 : Qui l'eut cru de Pierre-Loup Rajot
- 2020 : The anger de Maria Surae
- 2022 : Le Procès Goldman de Cédric Kahn

### Télévision
- 2008 : Paris 1919, un traité pour la paix de Paul Cowan
- 2013 : To be or not de Sylvie Ayme
- 2014 : Un village français de Patrice Martineau
- 2016 : Le Bureau des légendes de Samuel Collardey
- 2018 : D'un monde à l'autre de Didier Bivel
- 2019 : Tandem d'Octave Raspail
- 2019 : Platane d'Éric Judor
- 2019 : L'Art du crime d'Elsa Bennett et Hippolyte Dard
- 2021 : Joséphine, ange gardien - Ma petite-fille, ma bataille - de Christophe Barraud
- 2021 : L'Amour flou de Romane Bohringer

## Distinctions
- 2019 : nomination aux Molières dans la catégorie révélation masculine[2]